# 춤추는 버마재비
《춤추는 버마재비》는 1985년 11월 24일에 MBC TV에서 방영되었던 베스트셀러극장이다.

## 줄거리
김동술(강인덕)은 자수성가한 사업가다. 동술은 창업한 가죽 공장이 번창하면서 많은 돈을 벌게 되자 점점 허영심이 생기게 된다. 작게는 안경부터 크게는 주방의 가전도구까지 유명 상표 위주로 바꾸고 집도 아파트에서 마당이 넓은 대저택으로 옮긴다. 아내(김해숙)도 역시 그와 보조를 맞추어 살림이 커질 때마다 친구들을 불러서 기가 죽는 것을 보고 즐거워 한다. 그러나 동술의 장모(김용림)는 그와 같은 사위와 딸의 모습이 못마땅하다. 장모의 머릿 속에는 어려웠지만 순수하고 소박했던 과거의 사위와 딸의 모습이 떠올라 현재와 대비되면서 이제는 딸 부부의 현재 모습이 걱정스럽기만 하다. 한편 동술은 동술대로 여전히 절약하는 생활습관을 고수하는 장모의 모습이 못마땅한데...

## 출연
- 강인덕
- 김용림
- 김해숙
- 김웅철
- 김민정
- 권성덕
- 박종관
- 정대홍
- 이수나
- 윤석오
- 박윤배
- 나성균
- 홍민우
- 홍순창
- 최은숙
- 남영진
- 김명희
- 윤철형
- 김영석